# Stenosemis angustifolia
Stenosemis angustifolia är en flockblommig växtart som beskrevs av Ernst Meyer, William Henry Harvey och Otto Wilhelm Sonder. Stenosemis angustifolia ingår i släktet Stenosemis och familjen flockblommiga växter. Inga underarter finns listade i Catalogue of Life.